# Бадемли-кёю
Бадемли-кёю (тур. Bademli köyü, или Глики́ греч. Γλυκύ) — деревня на острове Гёкчеада в провинции Чанаккале в Турции.
Деревня расположена на севере острова Гёкчеада между городом Чинарлы и посёлком Калекёй (Kaleköy). Численность населения деревни в 2000 году составляла 28 человек.

## Население
| Годы      | 1927 | 1927 | 1970 | 1970 | 1975 | 1975 | 1980 | 1980 | 1985 | 1985 | 1990 | 1990 | 1997 | 1997 | 2000 | 2000 |
| Население | -    | -    | 66   | 144  | 1    | 57   | 40   | 1    | 13   | 34   | 29   | 22   | 15   | 15   | 15   | 13   |

 Турки
 Греки

## Известные уроженцы и жители
- Никифор (Гликас) (1819—1896) — митрополит Мифимнийский.